# Grandalla
La grandalla, satalia, el jonquillo o  jonquill, lliri blanc, lliri de la Mare de Déu, les menines o el narcís dels poetes (Narcissus poeticus) és una planta bulbosa, molt perfumada, apreciada ja en temps antics, amb connexions amb la poesia i la mitologia greges.
El Principat d'Andorra ha adoptat la grandalla com a flor nacional.

## Morfologia
Té una tija de fins a 50 cm, fulles lineals. Flor de 4 a 5 cm amb sis pètals blancs i una corona central groga amb vora vermella.

## Ecologia
La planta requereix una alta irradiància, humitat atmosfèrica alta, temperatures no gaire excessives, més marítima que continental, un pH del sòl neutre, humitat mitjana, textura del sòl franca, requeriment de nutrients mitjà, requeriment de matèria orgànica baixa. Floreix a la primavera i és molt perfumada.

## Ús en perfumeria
El narcís dels poetes és cultivat per a l'obtenció d'un oli essencial molt utilitzat en perfumeria, que intervé en mes del 10% dels perfums moderns de qualitat com a element principal. La fragància és semblant a la combinació de Jasminum i el jacint.

## Toxicitat
Tots els narcisos són verinosos per ingestió, i la grandalla és perillosa, ja que actua també com a emètic i irritant. La seva aroma és tan forta que pot produir mal de cap i vòmit si hi ha una gran quantitat de flors en una cabra tancada.

## Llegenda i història
La referència més antiga al narcís dels poetes probablement es troba en els escrits sobre botànica de Teofrast (372 aC - 287 aC), qui va escriure sobre un narcís que floria a la primavera i que els editors de la Llibreria Clàssica Loeb identifiquen com Narcissus poeticus El poeta Virgili, en la seva cinquena ègloga també va escriure sobre un narcís, la descripció del qual es correspon amb el Narcissus poeticus
En una versió del mite de Narcís, aquest va ser castigat per la deessa de la venjança, Nèmesi, que el va convertir en una flor que els historiadors han relacionat amb el Narcissus poeticus.

## Taxonomia
Narcissus poeticus va ser descrita pel científic, naturalista, botànic i zoòleg suec, Carl von Linné i publicat a Species Plantarum 1: 289, a l'any 1753.
Etimologia
Narcissus nom genèric que fa referència al jove de la mitologia grega Νάρκισσος (Narkissos) fill del déu riu Cefís i de la nimfa Liríope; que es distingia per la seva bellesa.
El nom deriva de la paraula grega: ναρκὰο, narkào (= narcòtic) i es refereix a l'olor penetrant i embriagant de les flors d'algunes espècies (alguns sostenen que la paraula deriva de la paraula persa نرگس i que es pronuncia Nargis, que indica que aquesta planta és embriagadora).
poeticus: epítet llatí que significa "de poetes".
Varietats acceptades
- Narcissus poeticus subsp. radiiflorus (Salisb.) Baker, Handb. Amaryll.: 12 (1888).
- Narcissus poeticus subsp. verbanensis (Herb.) P.D.Sell in P.D.Sell & G.Murrell, Fl. Great Britain Ireland 5: 363 (1996).

Sinonímia
- Autogenes poeticus (L.) Raf.[12]